# Der Staatsanwalt hat das Wort: Wunder dauern etwas länger
Wunder dauern etwas länger ist ein deutscher Fernsehfilm von Horst Zaeske aus dem Jahr 1973. Das kriminologische Fernsehspiel erschien als 27. Folge der Filmreihe Der Staatsanwalt hat das Wort.

## Handlung
Im Mittelpunkt der Geschichte steht Dieter, ein junger Mensch, der, im Elternhaus unerwünscht,  dort weder Halt noch Vorbild findet. Obwohl er einen 10-Klassen-Abschluss hat, arbeitet er als Ungelernter bei der Reichsbahn. Er ist aufsässig und undiszipliniert und wird von einer Stelle zur anderen verschoben. Anschluss findet er in einer Gruppe Gleichaltriger, die mit ihrer Freizeit – wie er – nichts Vernünftiges anzufangen wissen. So bewegt er sich ständig am Rande der Kriminalität.

## Produktion
Wunder dauern etwas länger entstand 1972/1973 im Zuständigkeitsbereich des DDR-Fernsehens, Bereich Unterhaltende Dramatik – HA: Reihenproduktion, Sendereihe „Der Staatsanwalt hat das Wort“. 
Szenenbild: Heinz-Helmut Bruder; Dramaturgie: Käthe Riemann; Kommentare: Peter Przybylski.
Der Film ist verschollen.